# Coldrochie

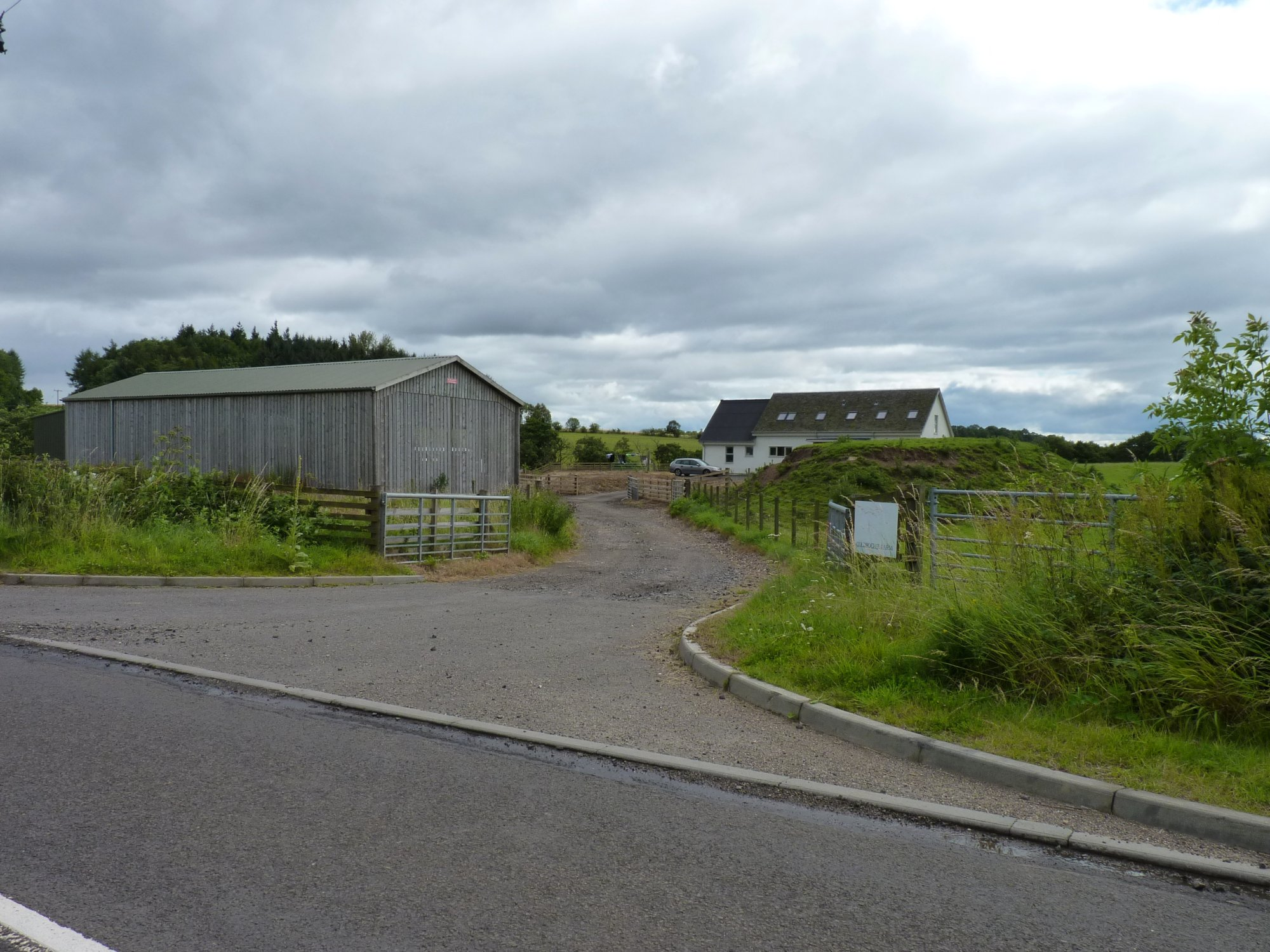
Die beiden nördlichen Anwesen

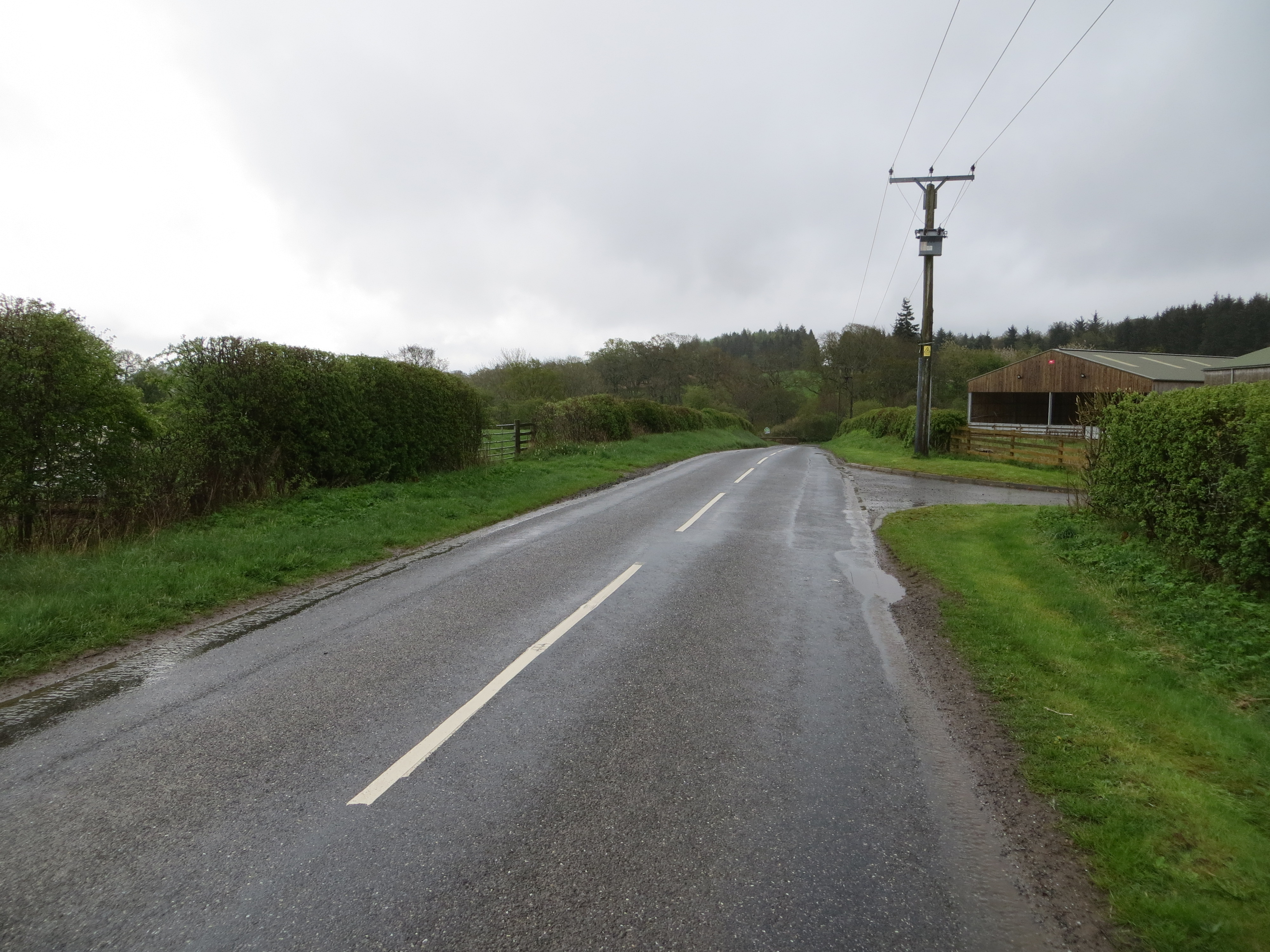
Die Straße durch den Ort

Coldrochie ist eine kleine Ortschaft im Norden von Schottland, die nördlich von Perth in der Council Area Perth and Kinross liegt. Im Rahmen der historischen Gliederung Schottlands in Civil Parishes zählt es zu Moneydie, das zu Perthshire gehörte.
Die Umgebung Coldrochies ist eine flachwellige, teilweise bewaldete Landschaft. Von zentraler Bedeutung ist die Landwirtschaft, zwei der vier Anwesen sind Bauernhöfe. Der Ort liegt im Winkel zwischen dem Shochie Burn im Norden, der weiter östlich, bei Luncarty in den Tay mündet sowie dem, ihm südlich zufließenden Coldrochie Burn. Die zentral verlaufende Landstraße B8063 führt nach Osten über Battleby und Redgorton nach Luncarty, nach Westen über Moneydie, Chapelhill, Harrietfield und Buchanty nach Crieff.